# Західна Волинь

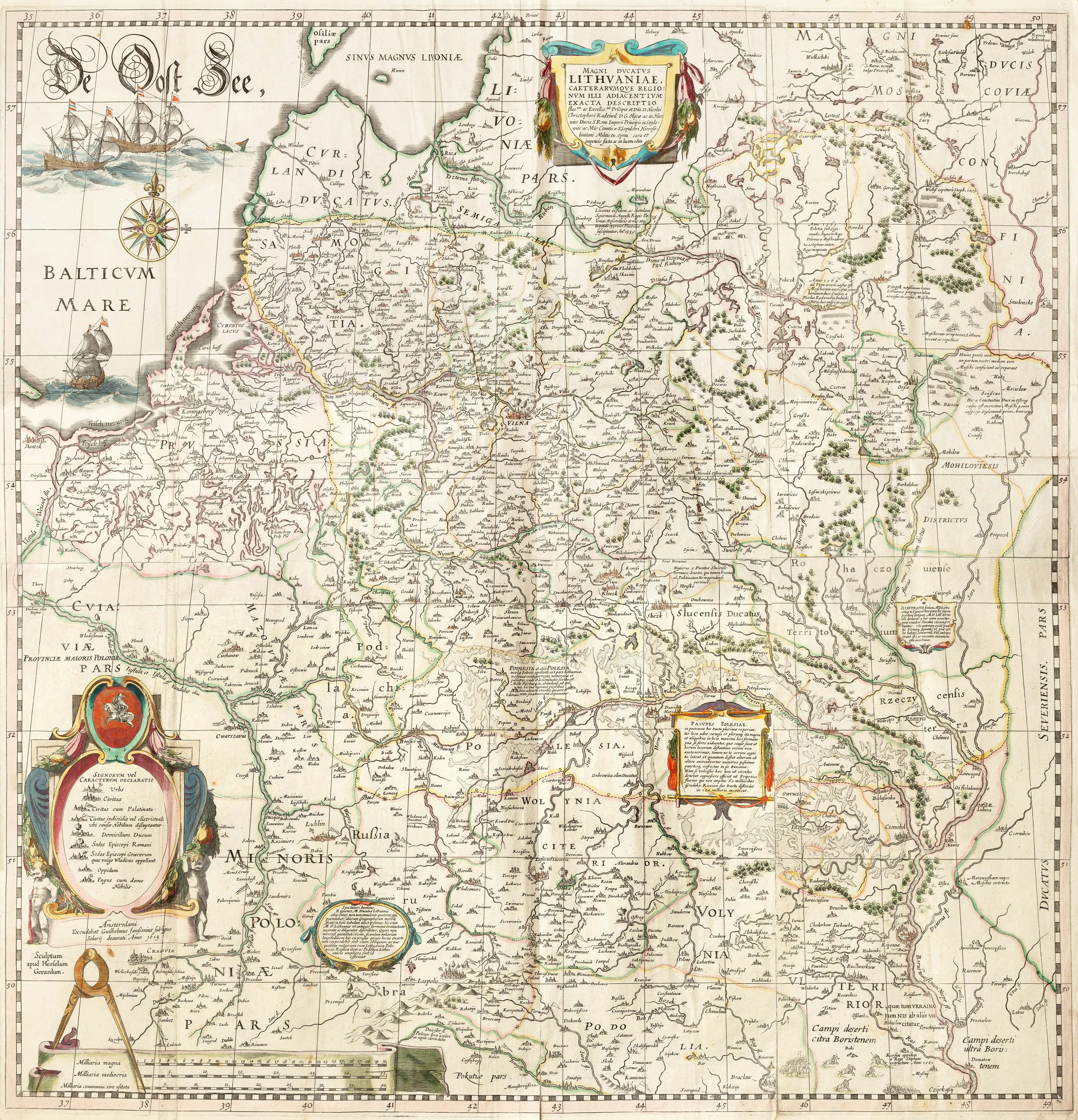
Карта Радзивіла 1613 р., де Західна Волинь позначена як Wolynia citerior

Західна Волинь — історико-етнографічна область у межах більшої історичної області Волинь. В етнографічному значенні, охоплює південну частину вже колишнього Володимир-Волинського, колишні Іваничівський, Горохівський, Локачинський (за винятком кількох сіл на північ від шляху з Володимира-Волинського до Луцька), Луцький райони Волинської та Сокальський, Радехівський і Кам’янсько-Бузький райони Львівської області. На заході межує з Холмщиною уздовж Західного Бугу, на півночі — із Західним Поліссям по лінії із заходу на схід через міста Володимир — Луцьк — Олика, на сході від решти Волині (центральної та східної) відділяється по південній притоці Прип’яті річці Стир, а південна межа Західної Волині накладається на південні кордони Сокальського, Радехівського і Кам’янсько-Бузького районів. 
В історично-політичному сенсі, особливо в історіографії, під Західною Волинню часто розуміють території Волинської та Рівненської областей зі східною межею по річці Горинь як частину Волині, яка з 1920 по 1939 рік належала Польщі, входячи до складу Волинського воєводства, хоча етнографічно під польською владою в ті роки перебувала як Західна, так і Центральна Волинь.